# Al paese dei leoni
Al paese dei leoni (Au pays des lions) è un cortometraggio muto del 1912 scritto e diretto da Louis Feuillade.

## Produzione
Il film fu prodotto dalla Société des Etablissements L. Gaumont.

## Distribuzione
Distribuito dalla Société des Etablissements L. Gaumont, uscì nelle sale cinematografiche francesi il 6 settembre 1912.